# Anolis breslini
Anolis breslini (гаїтянський кремезний аноліс) — вид ігуаноподібних ящірок родини анолісових (Dactyloidae). Ендемік Гаїті.

## Поширення і екологія
Гаїтянські кремезні аноліси мешкають на крайньому північному заході острова Гаїті. Вони живуть в сухих тропічних лісах.

## Збереження
МСОП класифікує цей вид як такий, що перебуває під загрозою зникнення. Anolis breslini загрожує знищення природного середовища.